# Double Jeu (film, 1990)
 (mai 2024).
Si vous disposez d'ouvrages ou d'articles de référence ou si vous connaissez des sites web de qualité traitant du thème abordé ici, merci de compléter l'article en donnant les références utiles à sa vérifiabilité et en les liant à la section « Notes et références ».
Pour plus de détails, voir Fiche technique et Distribution.
Double Jeu (Impulse) est un film américain réalisé par Sondra Locke, sorti en 1990.

## Fiche technique
- Titre original : Impulse
- Titre français : Double Jeu
- Réalisation : Sondra Locke
- Scénario : John DeMarco et Leigh Chapman
- Photographie : Dean Semler
- Montage : John W. Wheeler
- Musique : Michel Colombier
- Production : Andre Morgan
- Pays de production : États-Unis
- Format : Couleurs - 1,85:1 - Mono
- Genre : Thriller et néo-noir
- Durée : 109 minutes
- Date de sortie : 1990

## Distribution
- Theresa Russell : Lottie Mason
- Jeff Fahey : Stan Harris
- George Dzundza : Lt. Joe Morgan
- Alan Rosenberg : Charley Katz
- Nicholas Mele : Rossi
- Eli Danker : Vic Dimarjian
- Charles McCaughan : Frank Munoff
- Lynne Thigpen : Dr Gardner
- Shawn Elliott : Tony Perón
- Angelo Tiffe : Luke
- Christopher Lawford : Steve
- Daniel Quinn : Ted Gates